# Drosera tubaestylis
Drosera tubaestylis es una especie de planta perenne tuberosa  perteneciente al género de plantas carnívoras Drosera. 

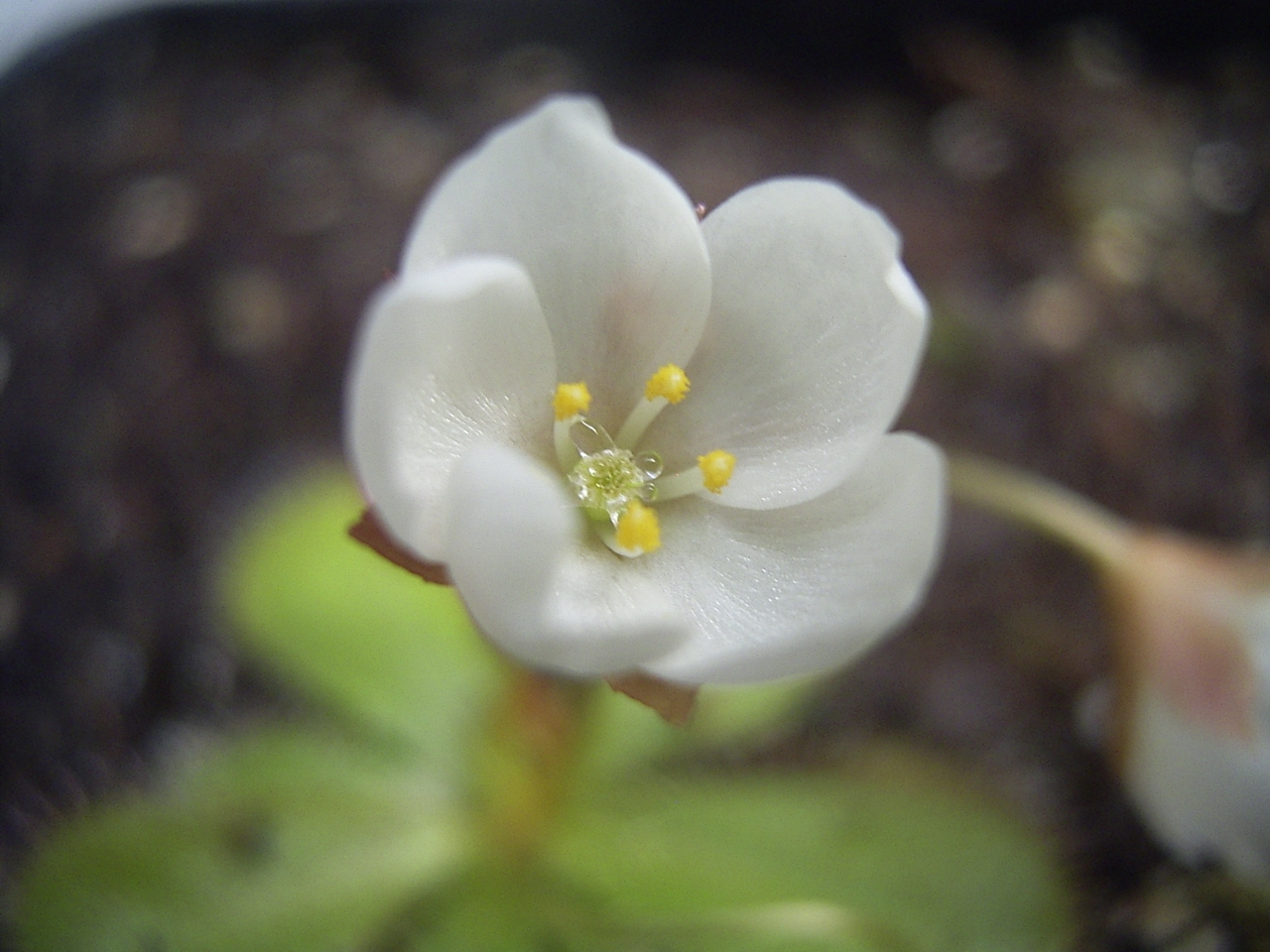
detalle de la flor

## Descripción
Forma una roseta de 2 a 3 cm de diámetro. Se considera que está relacionada con D. bulbosa.

## Distribución y hábitat
Es endémica de Australia Occidental, en una zona cercana a Perth. Crece bien en suelos arcillo-arenosos en los márgenes de los pantanos.

## Taxonomía
Fue formalmente descrita por primera vez por Allen Lowrie y N.G.Marchant en 1992. Fue publicado en Kew Bull. 47: 321 1992.
Etimología
Drosera: tanto su nombre científico –derivado del griego δρόσος (drosos): "rocío, gotas de rocío"– como el nombre vulgar –rocío del sol, que deriva del latín ros solis: "rocío del sol"– hacen referencia a las brillantes gotas de mucílago que aparecen en el extremo de cada hoja, y que recuerdan al rocío de la mañana.
tubaestylis: epíteto latino que se refiere a la forma de trompeta de los ápices del estilo. 
Sinonimia
- Sondera tubistylis (N.G.Marchant & Lowrie) Chrtek & Slavíková, Novit. Bot. Univ. Carol. 13: 45 (1999 publ. 2000).[2][3]